# دبيق خشن
الدبيق الخشن (باللاتينية: Bupleurum rigidum) نوع نباتي ينتمي إلى جنس الدبيق من الفصيلة الخيمية.

## الموئل والانتشار
موطن هذا النوع المغرب العربي وغرب حوض البحر الأبيض المتوسط.

## مرادفات للاسم العلمي
- (باللاتينية: [Bupleurum paniculatum Willk. [Illegitimate)
- (باللاتينية: Bupleurum rigidum var. angustifolium Lange)
- (باللاتينية: Bupleurum rigidum subsp. eurigidum H.Wolff)
- (باللاتينية: Bupleurum rigidum f. robustum Rouy & E.G.Camus)
- (باللاتينية: Tenoria rigida Bubani)